# Sloanea echinocarpa
Sloanea echinocarpa är en tvåhjärtbladig växtart som beskrevs av Hendrik Uittien. Sloanea echinocarpa ingår i släktet Sloanea och familjen Elaeocarpaceae. Inga underarter finns listade i Catalogue of Life.